# Mercedes-Benz V 170 S OMP
Der Mercedes-Benz V 170 S OMP war ein deutsches Polizeifahrzeug auf Basis des Mercedes-Benz W 136 (Typ 170 V), von dem 1951 etwa sieben Stück gebaut wurden. OMP bedeutet offener Mannschaftswagen Polizei. Der Wagen hat acht Sitzplätze, im Heck befinden sich zwei längs zur Fahrtrichtung angeordnete Sitzbänke für jeweils drei Personen, die sich so gegenüber saßen. Der Wagen hat einen Vierzylindermotor mit 1,8 Litern Hubraum und 52 PS.

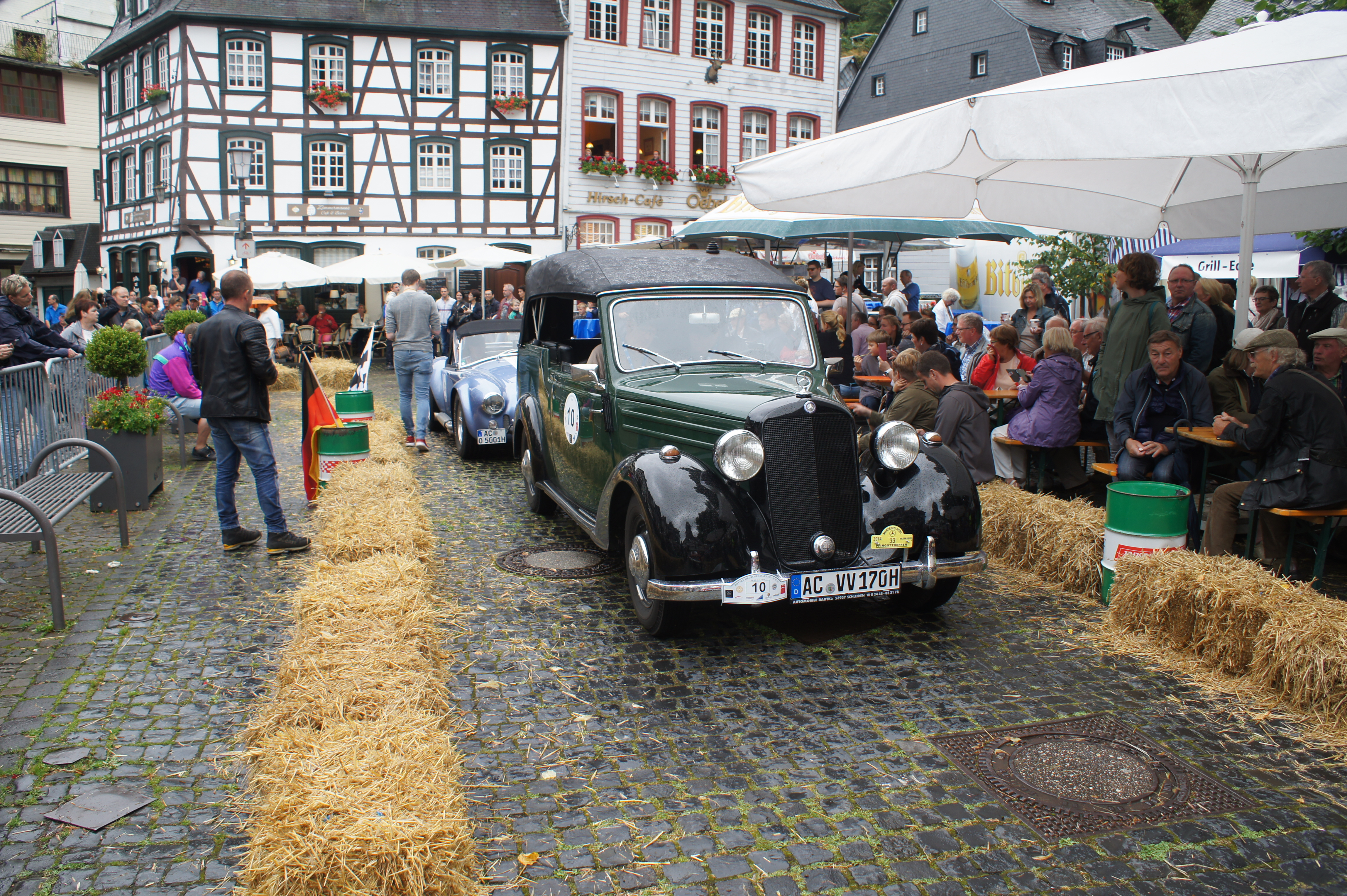
Mercedes-Benz V 170 S OMP
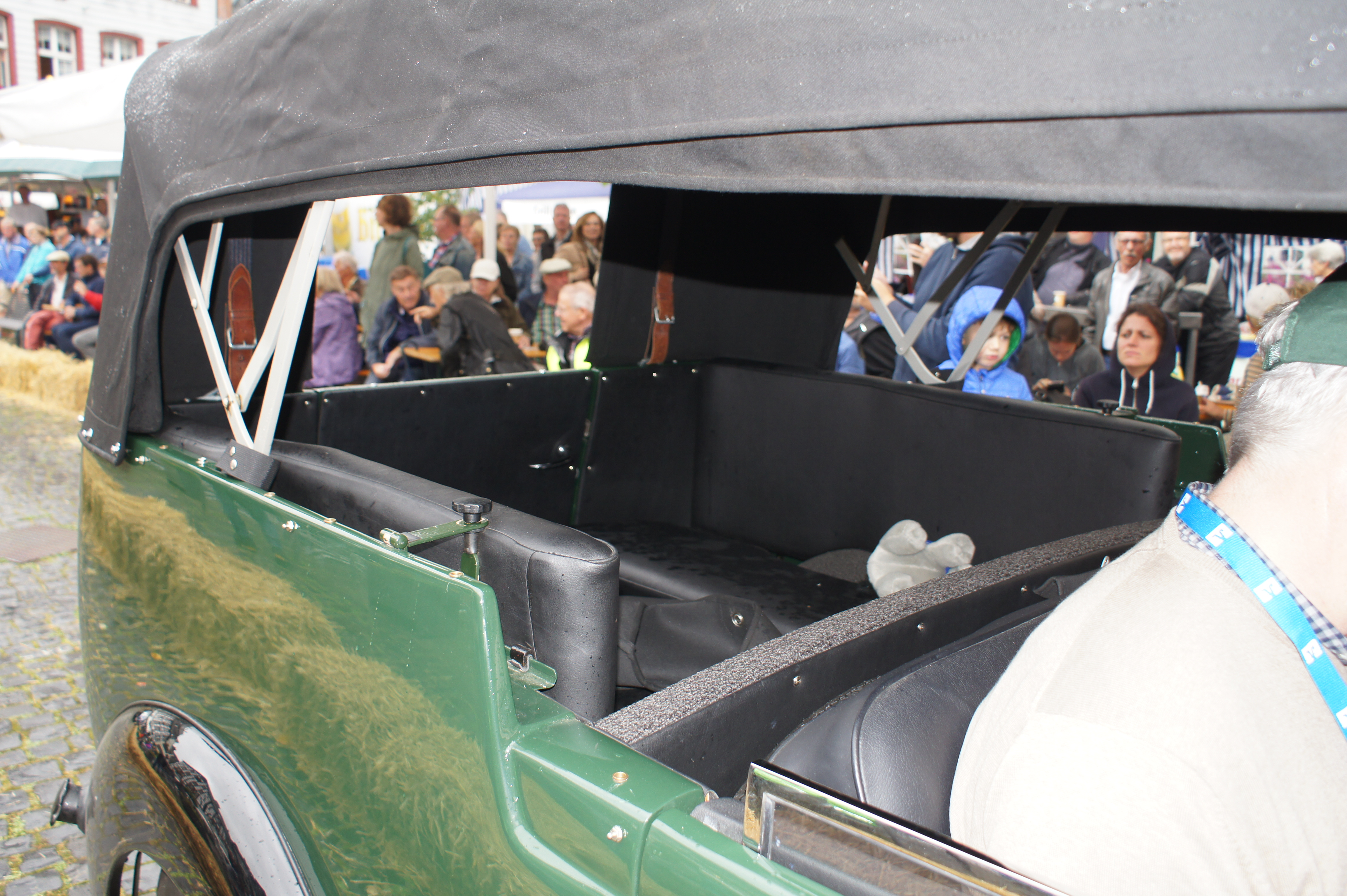
Innenraum im Heck mit gegenüberliegenden Sitzbänken
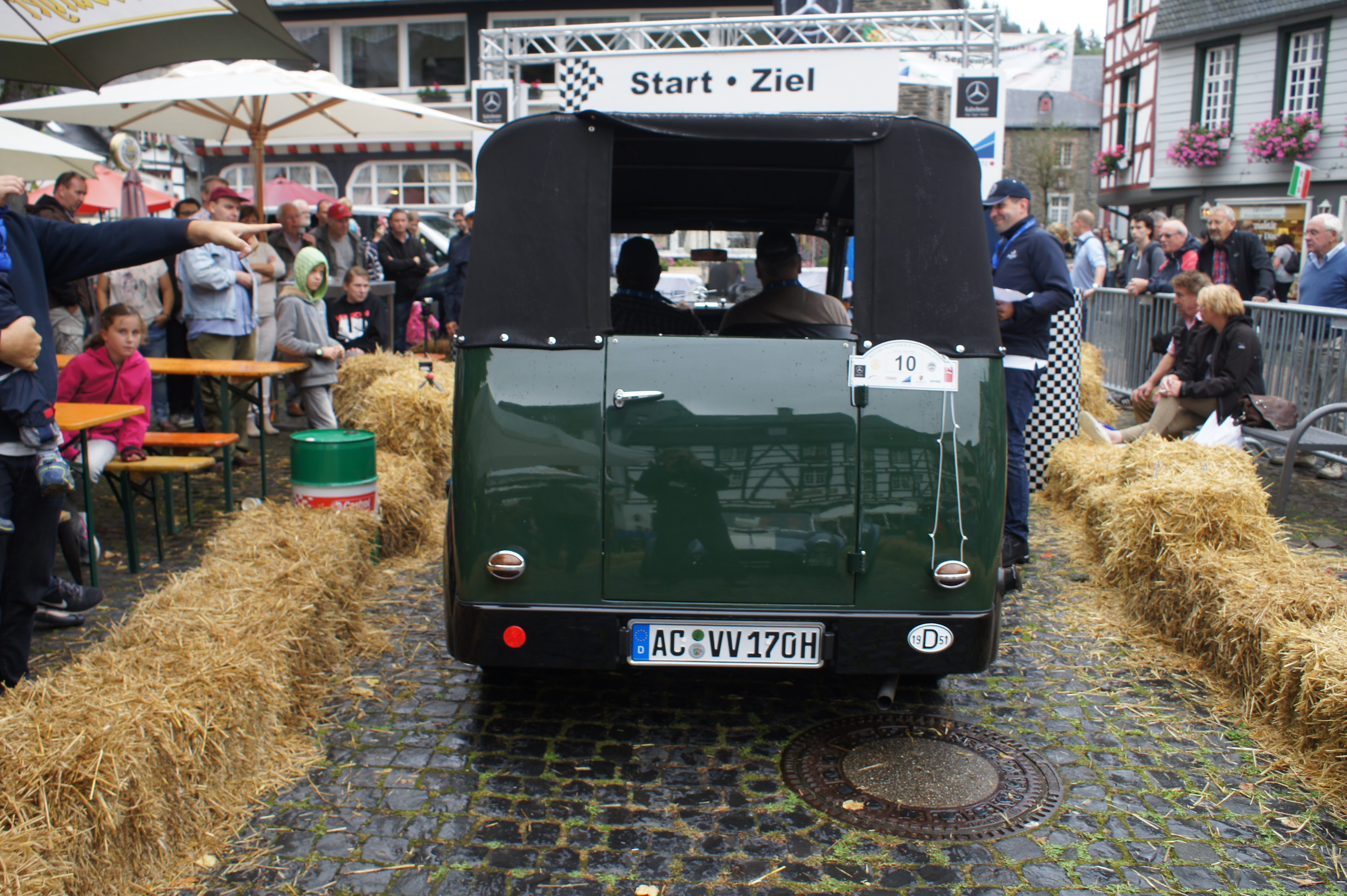
Heck mit Tür